# Bironides glochidion
Bironides glochidion is een libellensoort uit de familie van de korenbouten (Libellulidae), onderorde echte libellen (Anisoptera).
De wetenschappelijke naam Bironides glochidion is voor het eerst geldig gepubliceerd in 1963 door Lieftinck.